# Династија Дандоло
Династија Дандоло је била племићка породица у Млетачкој републици која је дала четири дужда. Оснивач породице је био трговац по имену Доминико. Породица је постала веома утицајна почетком 12. века. Њен најпознатији члан био је Енрико Дандоло, дужд који је иницирао Четврти крсташки рат. Овај рат резултирао је крсташким освајањем Цариграда и првим падом Византије. Династији Дандоло припадала је и једна српска краљица: Ана Дандоло, друга супруга Стефана Првовенчаног.

## Чланови

### Рани чланови
- Доминико Дандоло (1085– јун 1107), племић из Сан Луке
  - Пјетро Дандоло
  - Боно Дандоло
  - Витале Дандоло, судија, амбасадор у Ферари и "баило" Цариграда.
    - Енрико Дандоло (око 1107–мај 1205), дужд Венеције (1192–1205)
      - Рајнеро Дандоло (1204–42), адмирал, прокуратор и вицедужд
        - Ана Дандоло (1217), српска краљица, супруга Стефана Првовенчаног.

  - Енрико Дандоло (око 1100–1182), патријарх Града
- ?
  - Гилберт Дандоло (1220–1279), адмирал
    - Ђовани Дандоло, дужд Венеције (1280–89)
- ?
  - Марино Дандоло

### 14. век
- Андреа Дандоло, праунук Пјетра Дандола[1]
- Франческо Дандоло

### 15. век
- Јована Дандоло, дуждица Венеција (1457–62)

### 16. век
- Зилија Дандоло, дуждица Венеција (1556–59)
- Матео Дандоло, амбасадор Венеције (1549)